# Chittagong Hill Tracts

Chittagong Hill Tracts.

De Chittagong Hill Tracks (CHT; Bengaals: পার্বত্য চট্টগ্রাম, Parbotto Choŧŧogram) zijn een gebied binnen de Chittagong (divisie) in het zuidoosten van Bangladesh, grenzend aan India en Myanmar (Birma). Met een oppervlakte van 13.295 vierkante kilometer vormden ze tot 1984 één district, maar werden toen in drie districten (zila) verdeeld: Khagrachari, Rangamati en Bandarban. De Hill Tracts is het enige heuvelachtige gebied in Bangladesh. Het werd vanaf de 16e eeuw bevolkt door vele vluchtelingen van stammen uit het historische Koninkrijk Arakan, de voorloper van de huidige deelstaat Rakhine in Myanmar. 